# Koptisk-katolsk patriark av Alexandria
Detta är en lista över koptisk-katolska patriarker av Alexandria som är överhuvud för Koptisk-katolska kyrkan. 1741 bildades ett apostoliskt vikariat för de koptiska katoliker som ville förena sig med Rom. Denna upphöjdes till patriarkat 1895. Patriarken tituleras Patriark av Alexandrias kopter, och han är även kardinal i Romersk-katolska kyrkan.

## Lista

### Koptisk-katolska apostoliska kyrkoherdar
- Athanasios, 1741–17??
- Giusto Marsghi, 17??–1748
- Jacques de Kremsier, 1748–1751
- Paolo d'Angnone, 1751–1757
- Giuseppe de Sassello, 1757–1761
- Roche Abou Kodsi Sabak de Ghirgha, 1761–1778; 1781; 1783–1785
- Gervais d'Ormeal, 1778–1781
- Jean Farargi, 1781–1783
- Bishai Nosser, 1785–1787
- Michelangelo Pacelli de Tricario, 1787– - 1788
- Mathieu Righet, 1788–1822
- Maximos Jouwed, 1822–1831
- Abou Karim, 1832–1855
- Athanasios Cyriakos Khouzam, 1855–1864
- Agapios Bishai, 1866–1876
- Antoun di Marco, 1876–1887
- Antoun Nabad, 1887–1889
- Simon Barraia, 1889–1892
- Antoun Kabes, 1892–1895

### Patriarker
- Kyrillos II Macaire, 1895–1908
  - Maximos Sedfaoui, (locum tenens)
- Markos II, 1927–1958
- Stephanos I, 1958–1986
- Stephanos II Ghattas, 1986–2006
- Antonios Naguib, 2006-